# Enrique Marcet
Enrique Marcet (* 24. Juni 1924 in Burgdorf; † 6. April 2010; heimatberechtigt in Oberhofen am Thunersee) war ein Schweizer Forstwissenschaftler und Professor an der ETH Zürich.

## Leben
Enrique Marcet studierte von 1944 bis 1948 an der Abteilung für Forstwirtschaft an der ETH Zürich und schloss mit dem Diplom als Forstingenieur ab. Für kurze Zeit arbeitete er unter Hans Burger als wissenschaftlicher Mitarbeiter an der Eidgenössischen Anstalt für das Forstliche Versuchswesen in Zürich, um dann an das Institut für Waldbau an die ETH Zürich überzutreten. In diesem Institut durchlief Marcet eine mustergültige akademische Laufbahn. Er promovierte 1951 bei Hans Leibundgut und Albert Frey-Wyssling und war dort als wissenschaftlicher Mitarbeiter tätig. Marcet wurde im April 1965 zum Assistenzprofessor für Waldbau im damaligen Departement Forstwissenschaften der ETH Zürich gewählt und im Oktober 1970 zum ausserordentlichen Professor für Dendrologie ernannt. Die Beförderung zum ordentlichen Professor für das gleiche Lehrgebiet erfolgte 1983, auf welchem er bis zu seiner Emeritierung im Jahr 1989 tätig war.

## Forschung
Mit seinen morphologischen, genetischen und ökologischen Arbeiten schuf Marcet wichtige Grundlagen für das Verständnis der Lebensform Baum und den nachhaltigen Umgang mit Waldökosystemen.

## Publikationen (Auswahl)
- Einige Gedanken zur Anwendung von Wuchsstoff im Waldbau. Diplomarbeit ETH Zürich 1948.
- Pollenuntersuchungen an Föhren (Pinus silvestris L.) verschiedener Provenienz. Dissertation Techn. Wiss. ETH Zürich, Nr. 2078, 1951. In: Mitteilungen der Schweizerischen Anstalt für das forstliche Versuchswesen. Bd. 27, S. 348–405. doi:10.3929/ethz-a-000287619.
- Taxonomische Untersuchungen in der Sektion Leuce Duby der Gattung Populus L. Habilitationsschrift der ETH 65, 1961. In: Mitteilungen der Schweizerischen Anstalt für das Forstliche Versuchswesen. Bd. 37, H. 4, S. 269–321.
- Unsere Gehölze im Winter (= Hallwag-Taschenbücherei. Bd. 82). Hallwag, Bern 1968.